# Rajpara (Gohelwar)
Rajpara fou un estat tributari protegit de l'agència de Kathiawar, prant de Gohelwar, presidència de Bombai. Estava format per un sol poble amb dos propietaris tributaris separats. La població el 1881 era de 610 habitants i la superfície de 3 km². Estava a 4 km al nord-est de Jesar. Els ingressos eren de 252 lliures i el tribut pagat al Gaikwar de Baroda era de 25 lliures i el pagat al nawab de Junagarh d'1 lliure i 16 xelins. Els sobirans eren rajputs del clan sarvaiya.